# Avião a jato
Avião a jato (conhecido também como jato ou jatinho) é um avião (quase sempre uma aeronave de asa fixa) impulsionado por motores a jato (propulsão a jato).

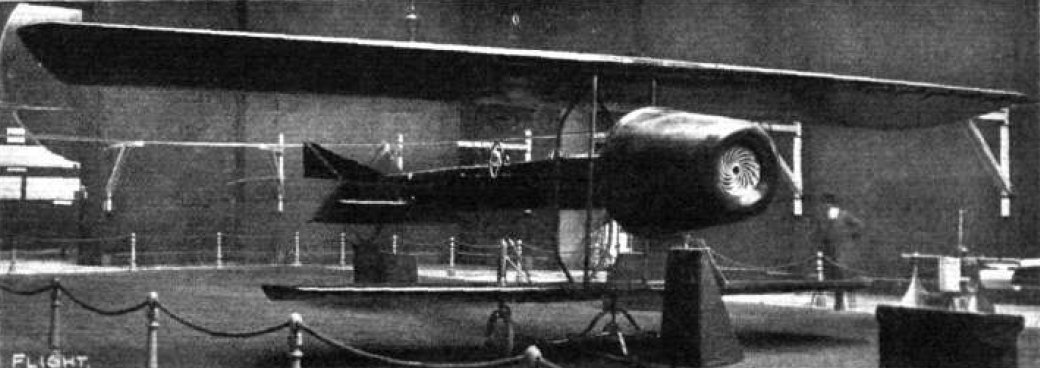
O Coandă-1910, o primeiro avião com propulsão a jato.

Enquanto os motores de propulsão a hélice geralmente atingem a sua máxima eficiência a velocidades e altitudes muito mais baixas, os motores a jato atingem a máxima eficiência (ver impulso específico) a velocidades próximas ou mesmo bem acima da velocidade do som. Os aviões a jato geralmente cruzam mais rápido do que cerca de 273 m/s em altitudes de cerca de 10 mil-15 mil metros ou mais.
Frank Whittle, inventor inglês e oficial da Força Aérea Real, desenvolveu o conceito do motor a jato em 1928, enquanto Hans von Ohain, da Alemanha, desenvolveu o conceito de forma independente no início dos anos 1930. Ele escreveu em fevereiro de 1936 a Ernst Heinkel, que liderou a construção da primeira aeronave turbojato, o Heinkel He 178. No entanto, pode-se argumentar que o engenheiro inglês A. A. Griffith, que publicou um artigo em julho de 1926 sobre compressores e turbinas, também merece crédito.